# Northfield, Kentucky
Northfield är en inkorporerad ort i Jefferson County i Kentucky. Vid 2020 års folkräkning hade Northfield 991 invånare.